# Берестечка битка
Берестечка битка се одвијала од 28-30. јуна 1651. између Пољака с једне и удружених козака и кримских Татара са друге стране, код места Берестечко у данашњој Украјини. Припада другој фази устанка Богдана Хмељницког.

## Увод
Мада је привремено прекинуо рат, споразум у Збориву из 1649. (који је признао аутономну козачку државу у Украјини) никада није у потпуности примењен. Са пољске стране, против споразума устали су католичка црква и разбаштињена властела и великаши који су изгубили поседе у Украјини, предвођени Јеремијом Вишњовјецким и литванским великим хетманом Јанушом Рађивилом, који су деловали независно од пољске владе. Са козачке стране, Хмељницки није могао да врати побуњене сељаке и нерегистроване козаке у положај кметова, па се 1650. покорио турском Султану, који га је именовао вазалним кнезом Украјине. Рат је настављен у пролеће 1651.

## Битка
Пољска војска од 100.000 људи, под командом краља Јана II Казимира, упала је у лето 1651. у Украјину, где је у тродневној бици потукла козаке и Татаре које је предводио Богдан Хмељницки.
Судар војски првог дана битке је остао нерешен. Другог дана Татари су разбијени деловањем пољске артиљерије, а козаци блокирани у свом логору. Ипак, већина је успела да се повуче преко мочваре, куда их је извео хетманов заменик Иван Богун. Сам Хмељницки био је издајом заробљен од Татара у повлачењу.

## Последице
Козачка војска, напуштена од Татара, још једном је потучена код Беле Цркве у Украјини 25. септембра 1651. Миром у Белој Цркви, козачка аутономија сужена је на Кијевску војводину, козачки регистар је преполовљен, а пољска властела, војска и унијатска црква добили су право да се врате у Украјину. Тешки услови овог споразума изазвали су масовно исељавање нерегистрованих козака у Русију, а Богдан Хмељницки био је принуђен да тражи заштиту руског цара, што је довело до Пољско-руског рата (1654—1667).

## У пољској култури
Ова битка је детаљно описана у роману "Огњем и мачем" пољског нобеловца Хенрика Сјенкјевича из 1884.